# Don Juan (film 1998)
Don Juan – francusko-hiszpańsko-niemiecka komedia romantyczna z 1998 roku w reżyserii Jacques’a Webera. Wyprodukowana przez Blue Dahlia Productions, France 3 Cinéma, Mate Producciones S.A., Road Movies Filmproduktion i Tornasol Films. Obraz zrealizowany został na podstawie klasycznej komedii pod tym samym tytułem autorstwa Moliera. Zdjęcia kręcono w Almerii.

## Fabuła
Porzuciwszy ukochaną Elwirę (Emmanuelle Béart), Don Juan (Jacques Weber) podróżuje w towarzystwie Sganarelle'a (Michel Boujenah) przez andaluzyjskie bezdroża. Ścigają ich bracia Elwiry, którzy chcą pomścić hańbę siostry. Nie znając dokładnie jego twarzy, nie rozpoznają go.

## Obsada
Źródło: Filmweb
- Penélope Cruz jako Mathurine
- Michael Lonsdale jako don Luis
- Jacques Weber jako don Juan
- Philippe Khorsand jako Monsieur Dimanche
- Denis Lavant jako Pierrot
- Pedro Miguel Martínez jako Gusman
- Michel Boujenah jako Sganarelle
- Jacques Frantz jako don Alonse
- Pierre Gérard jako Carlos
- Pedro Casablanc jako Lucas

i inni.

## Nagrody i nominacje
Źródło: Internet Movie Database
| Rok  | Miejsce | Nagroda | Kategoria         | Odbiorcy i nominowani | Wynik     |
| ---- | ------- | ------- | ----------------- | --------------------- | --------- |
| 1999 | César   | Cezar   | Najlepszy kostium | Sylvie de Segonzac    | Nominacja |